# Bromus hannoveranus
Bromus hannoveranus là một loài thực vật có hoa trong họ Hòa thảo. Loài này được K.Richt. mô tả khoa học đầu tiên năm 1890.